# Линдсей, Сара
Сара Диана Т. Линдсей-Филлипс (англ. Sarah Diane T. Lindsay-Phillips); род. 8 июня 1980) — британская шорт-трекистка, 3-кратная призёр чемпионата Европы. Участница зимних Олимпийских игр 2002, 2006 и 2010 года. 10-кратная чемпионка Великобритании. 

## Спортивная карьера
Сара Линдсей родилась в английском городе Кингстон-апон-Темс, в домашнем графстве многих английских королей Суррей. С 5-ти лет занималась множеством разных видов спорта – гимнастикой, легкой атлетикой, конным спортом, плаванием, а с 7-ми лет – фигурным катанием. Однажды на катке кто-то талантливый заметил её и попросил покататься на коньках. Оказалось, что Сара лучше каталась на коньках, чем на фигурном катании. Через полгода она стала конькобежцем. Тренировалась на базе клуба «Aldwych Speed Club» в Гилфорде. 
Линдсей начала международную карьеру в 1995 году с юниорского чемпионата мира и участвовала в этом турнире до 1997 года. Её лучшим результатом стало 16-е место в общем зачёте. Она дебютировала за сборную Великобритании в 1996 году. На своём первом чемпионате Европы в Оберсдорфе в 1999 году она заняла 16-е место в общем зачёте.
Первая медаль в её карьере была получена во время чемпионата Европы по шорт-треку 2000 года в итальянском городе — Бормио. Команда британских шорт-трекисток в женской эстафете на 3000 м с результатом 4:31.872 заняла третье место, пропустив вперёд соперниц из Италии (4:23.989 — 2-е место) и Болгарии (4:22.540 — 1-е место).
Сара впервые появилась на зимних Олимпийских играх в Солт-Лейк-Сити в 2002 году, где завоевала лучшее 10-е место в беге на 500 м, на дистанциях 1000 и 1500 м заняла соответственно 13-е и 24-е места. На зимних Олимпийских играх в Турине Сара снова соревновалась на дистанциях 500, 1000 и 1500 метров. Она вышла в полуфинал и заняла 8-е место на дистанции 500 метров. На дистанциях 1000 и 1500 м заняла соответственно 16-е и 15-е места.
На чемпионате Европы 2007 года Линдси выиграла серебряную медаль на дистанции 500 метров на глазах у домашней публики. Она также выиграла серебряную медаль Кубка мира на дистанции 500 метров, однако разрыв межпозвоночного диска после того, как врезалась в доски вокруг ледового катка, где она тренировалась вывел из строя на 15 месяцев. Через год на чемпионате Европы в Вентспилсе выиграла золотую медаль в составе эстафетной четвёрки.
Последними в её карьере стали зимние Олимпийские игры в Ванкувере 2010 года, где Линдсей была заявлена для участия в забеге на 500 м. Незадолго до олимпиады на тренировке в Ноттингеме она получила очередную травму спины, но смогла восстановиться. 13 февраля 2010 года во время третьего заезда четвертьфинала она была дисквалифицирована после столкновения с канадкой Джессикой Грегг и прекратила борьбу за медали. В общем зачете она заняла 16-ю позицию. В марте того года она была в составе женской сборной Великобритании на командном чемпионате мира в Бормио. После чего завершила карьеру и получила квалификацию спортивной гимнастки.

## Карьера тренера
Сара работает тренером и управляет собственным эксклюзивным тренажерным залом "Roar Fitness" в Олдгейте, в Лондоне. В настоящее время она является одним из самых известных персональных тренеров знаменитостей в Лондоне. Её мама, Джуд, которая всего на 20 лет старше дочери, всегда была мега подтянутой и энергичной. Когда Саре было семь или восемь лет, она поднимала её в 5 утра, чтобы пойти побегать. Около 16 лет мама повела Сару в спортзал, после чего она загорелась занятиями фитнесса. На зимних Олимпийских играх 2018 года она выступала в качестве комментатора игр для британского телевидения. Сара была экспертом Би-би-си на зимних Олимпийских играх в Пекине в 2022 году.

## Личная жизнь
В ноябре 2017 года Линдсей объявила об помолвке с бывшим британским шорт-трекистом Ричардом Филлипсом. 28 июля 2018 года у них состоялась романтическая свадьба в Лондоне. У Сары есть брат Мэтт, который был всегда рядом с ней, с начала её карьеры.